# Abaria margaritifera
Abaria margaritifera är en nattsländeart som beskrevs av Schmid 1958. Abaria margaritifera ingår i släktet Abaria och familjen Xiphocentronidae. Inga underarter finns listade i Catalogue of Life.